# روميو (لاعب كرة قدم)
روميو (بالبرتغالية: Romeu Pereira dos Santos‏) هو لاعب كرة قدم برازيلي في مركز الوسط، ولد في 13 فبراير 1985 في Itamaraju ‏ في البرازيل. لعب مع ليفادياكوس ونادي فلومينينسي ونادي لاريسا.

## وصلات خارجية
- روميو (لاعب كرة قدم) على موقع قاعدة بيانات كرة القدم.إي يو (الإنجليزية)
- روميو (لاعب كرة قدم) على موقع Soccerway.com (الإنجليزية)
- روميو (لاعب كرة قدم) على موقع عالم كرة القدم.نت (الإنجليزية)